# Филиппово (Орехово-Зуевский район)
Филиппово — деревня в Орехово-Зуевском муниципальном районе Московской области. Входит в состав сельского поселения Белавинское. Население — 3 чел. (2010).

## Расположение
Деревня Филиппово расположена в восточной части Орехово-Зуевского района, примерно в 26 км к юго-востоку от города Орехово-Зуево. В 2 км к северу от деревни протекает река Сеньга. Высота над уровнем моря 138 м.

## История
В 1926 году деревня входила в Филипповский сельсовет Яковлевской волости Орехово-Зуевского уезда Московской губернии.
До 2006 года Филиппово входило в состав Белавинского сельского округа Орехово-Зуевского района.

## Население
В 1926 году в деревне проживало 526 человек (235 мужчин, 291 женщина). По переписи 2002 года — 12 человек (3 мужчины, 9 женщин).
| 1926 | 2002 | 2006 | 2010 |
| ---- | ---- | ---- | ---- |
| 526  | ↘12  | ↘9   | ↘3   |